# Poro (Cebu)
Pour les articles homonymes, voir Poro.
Poro est une municipalité de la province de Cebu, au nord-est de l'île de Cebu, aux Philippines, sur l'île de Poro.

## Divers
Elle est entourée des municipalités de San Francisco à l'ouest et Tudela à l'est, et de la Mer des Camotes.
Elle est administrativement constituée de 17 barangays (quartiers/districts/villages) :
- Adela
- Altavista
- Cagcagan
- Cansabusab
- Daan Paz
- Eastern Poblacion
- Esperanza
- Libertad
- Mabini
- Mercedes
- Pagsa
- Paz
- Rizal
- San Jose
- Santa Rita
- Teguis
- Western Poblacion

Sa population en 2019 est d'environ 30 000 habitants.